# اسکالین
اسکالین (به انگلیسی: Escaline) با فرمول شیمیایی C۱۲H۱۹NO۳ یک ترکیب شیمیایی با شناسه پاب‌کم ۳۸۲۴۰ است. که جرم مولی آن ۲۲۵٫۲۸ g/mol می‌باشد. 